# Госьцим
Госьцим (пол. Gościm, нем. Gottschimm) — деревня в Польше, в гмине Дрезденко Стшелецко-Дрезденецкого повета Люблинского воеводства. Известен  Костёлом Непорочного Зачатия Пресвятой Девы Марии,  построенный в 1898 году.